# Mimagyrta pampa
Mimagyrta pampa là một loài bướm đêm thuộc phân họ Arctiinae, họ Erebidae.